# Lago Langano
El Lago Langano es un lago en la región de Oromia, en el país africano de Etiopía, exactamente a 200 kilómetros por carretera al sur de la capital, Adís Abeba, en la frontera entre las zonas de Misraq Shewa y Arsi. El primer europeo en registrar su existencia, Oscar Neumann, documentó que también era conocido como "El Lago de Kore". Se encuentra al este del Lago Abijatta en el Rift principal de Etiopía  a una altitud de 1.585 metros.
Según las cifras publicadas por la Agencia Central de Estadística, el Lago Langano es de 18 kilómetros de largo y 16 km de ancho, con una superficie de 230 kilómetros cuadrados y una profundidad máxima de 46 metros. El lago tiene una cuenca de 1.600 kilómetros cuadrados, y es drenado por el río Hora Kallo que desemboca en el lago adyacente Abijatta.
El lago podría verse amenazado por el bombeo excesivo e incontrolado de agua.